# Esteban Tuero
Esteban Tuero, né le 22 avril 1978 à Buenos Aires (Argentine), est un pilote automobile argentin. En 1998, il est devenu le troisième plus jeune pilote de l'histoire à participer au championnat du monde de Formule 1.

## Biographie
Fils d'un ancien pilote automobile de modeste niveau, Esteban Tuero commence à disputer des courses de karting en 1985, à l'âge de 7 ans. En 1993, alors qu'il n'a pas encore 15 ans, il fait ses débuts en Notes  automobile dans le championnat d'Argentine de Formule Renault, avant de disputer et de remporter en 1994 le championnat local de Formule Honda. En fin de saison, il dispute également quelques courses du championnat sud-américain de Formule 3.
En 1995, Tuero quitte l'Argentine pour l'Europe, où il remporte le championnat d'Italie de Formule 2000 et accède l'année suivante au championnat d'Italie de Formule 3. Il se met également en valeur lors du GP de Monaco F3 (épreuve internationale hors-championnat) en se qualifiant en première ligne aux côtés de Jarno Trulli. En cours de saison, il quitte la F3 pour rejoindre les rangs du championnat international de Formule 3000, mais  sans obtenir de résultats. En 1997, il participe au championnat de Formula Nippon au Japon, et effectue parallèlement quelques essais privés en F1 pour le compte de la Scuderia Minardi. La petite équipe italienne juge les performances du jeune pilote argentin suffisamment probantes pour lui confier l'un de ses deux volants lors de la saison 1998.
Au GP d'Australie 1998, première manche de la saison, Esteban Tuero est âgé d'un peu moins de 20 ans. Il devient le troisième plus jeune pilote de l'histoire à participer à une épreuve du championnat du monde de F1 après Mike Thackwell en 1980 et Pedro Rodriguez en 1961. Tout au long de la saison, Tuero réalise des performances discrètes en queue de peloton (avec une huitième place au GP de Saint-Marin en guise de meilleur résultat), mais si l'on tient compte du matériel dont il dispose, de son très jeune âge, ainsi que du fait qu'il ne souffre pas de la comparaison avec son coéquipier Shinji Nakano, le bilan est plutôt encourageant et personne ne semble remettre en cause la légitimité de sa présence en Formule 1. La surprise est donc immense lorsque Tuero annonce au cœur de l'hiver 1998-1999 qu'il décide de mettre un terme à sa carrière en sport automobile, à seulement 20 ans, et de retourner en Argentine. L'explication la plus répandue pour expliquer ce retrait soudain est celle d'une difficulté à récupérer d'une blessure aux vertèbres cervicales consécutive à un violent accrochage avec Tora Takagi lors de la dernière course de la saison au Japon. 
Cette hypothèse se voit toutefois mise à mal par la volonté d'Esteban Tuero de participer au championnat de voitures de tourismes argentin pour la saison suivante. Lors de sa première conférence de presse dans ce championnat, de nombreux journalistes lui demandent pourquoi avoir quitté la Formule 1. Il répond : « Pour des raisons personnelles. Vous pouvez me poser la question 60 fois, je vous répondrai la même chose. ». En effet, en tant que pilote Minardi, Esteban Tuero doit vivre près de l'usine en Italie, alors que sa famille et ses amis restent en Argentine. 
En 2008, il effectue un bref retour international en participant au championnat FIA GT : il inscrit sept points, avec pour meilleur résultat une quatrième place devant son public aux 2 Heures de San Luis, sur le circuit de Potrero de los Funes. 
Le 6 décembre 2016, il annonce sa retraite et se retire du sport automobile.

## Résultats en championnat du monde de Formule 1
| Saison | Écurie                 | Châssis | Moteur       | Pneus       | GP disputés | Points inscrits | Classement |
| ------ | ---------------------- | ------- | ------------ | ----------- | ----------- | --------------- | ---------- |
| 1998   | Fondmetal Minardi Team | M198    | Cosworth V10 | Bridgestone | 16          | 0               | n.c.       |

| Année | Écurie  | Châssis      | Moteur   | 1        | 2        | 3        | 4     | 5      | 6        | 7        | 8        | 9        | 10       | 11     | 12       | 13       | 14     | 15       | 16       | Classement | Points |
| ----- | ------- | ------------ | -------- | -------- | -------- | -------- | ----- | ------ | -------- | -------- | -------- | -------- | -------- | ------ | -------- | -------- | ------ | -------- | -------- | ---------- | ------ |
| 1998  | Minardi | Minardi M198 | Ford V10 | AUS Abd. | BRA Abd. | ARG Abd. | SMR 8 | ESP 15 | MON Abd. | CAN Abd. | FRA Abd. | GBR Abd. | AUT Abd. | GER 16 | HUN Abd. | BEL Abd. | ITA 11 | LUX Abd. | JPN Abd. | NC         | 0      |